# سبرينغفيلد (كولورادو)
سبرينغفيلد (بالإنجليزية: Springfield, Colorado)‏ هي بلدة تقع في مقاطعة باكا، كولورادو - مقر المقاطعة بولاية كولورادو في الولايات المتحدة. تأسست عام 1888، تبلغ مساحتها 2.9 (كم²)، وترتفع عن سطح البحر 1329 م، بلغ عدد سكانها 1451 نسمة في عام 2010 حسب إحصاء مكتب تعداد الولايات المتحدة وتصل الكثافة السكانية فيها 498.9 نسمة/كم2.

## وصلات خارجية
- City Website
- The US50 - Cities and Towns in Colorado State
- Colorado Cities and Towns, Facts, Map, Flag, Colleges, Government, and More